# Championnat de France universitaire de football
Le Championnat de France universitaire de football est organisé par la Fédération française du sport universitaire (FF Sport U). Cette compétition est accessible uniquement aux étudiants des universités et élèves des établissements d’enseignement supérieur. L'équipe qui remporte le titre est qualifiée pour le Championnat d'Europe universitaire.

## Palmarès

### Années 1920
| 1923-24 | Faculté des sciences de Nancy | 4-2 | Montpellier université club |
| 1924-25 | Montpellier université club   | 1-0 | École des travaux publics   |
| 1925-26 | Académie de Rennes            | 1-0 | Académie de Nancy           |
| 1926-27 | Université de Paris           | 6-2 | Académie de Montpellier     |
| 1927-28 | Académie de Montpellier       | 3-1 | Académie de Paris           |
| 1928-29 | Académie de Montpellier       | 5-1 | Académie de Lille           |
| 1929-30 | Académie de Montpellier       | 5-2 | Académie de Lille           |

### Années 1930
| 1930-31     | Académie de Rennes      | 4-0 | Académie de Montpellier |
| 1931-32     | Académie de Lille       | 3-1 | Académie d'Aix          |
| 1932-33     | Académie de Lille       | 1-0 | Académie de Montpellier |
| 1933-34     | Académie de Montpellier | 3-2 | Académie de Paris       |
| 1934-35     | Sélection du Sud-Est    | 7-1 | Sélection de l'Ouest    |
| 1935-36     | Sélection de l'Ouest    | 3-0 | Sélection du Sud-Est    |
| 1937 à 1968 | inconnu                 | -   |                         |

### Années 1970
| Saison    | Masculin           | Masculin | Masculin            | Féminin  | Féminin | Féminin   |
| Saison    | Champion           | Score    | Finaliste           | Champion | Score   | Finaliste |
| --------- | ------------------ | -------- | ------------------- | -------- | ------- | --------- |
| 1970-71   | Droit Rennes       | 1-0      | médecine Lyon       |          |         |           |
| 1969-70   | E.N.S.E.P.S. Paris |          |                     |          |         |           |
| 1979-1980 | CREPS TALENCE      | 1-0      | Université Toulouse |          |         |           |
| 1980-1981 | CREPS TALENCE      |          |                     |          |         |           |
| 1981-1982 | CREPS TALENCE      |          |                     |          |         |           |

### Années 1980
| 1980-81 | Dentaire Marseille  | 0-0 (penalty) | Université de Poitier                              |  |
| 1984-85 | Université du Maine | 2-1           | Université Montpellier 1986/1987 UFRSTAPS toulouse |  |
| 1987-88 | UFR STAPS Toulouse  | 1-0           | STAPS Rennes                                       |  |
| 1988-89 | UFR STAPS Toulouse  | 2-1           | UFR STAPS Bordeaux                                 |  |

### Années 1990
| Saison  | Masculin                 | Masculin | Masculin                  | Féminin           | Féminin | Féminin        |
| Saison  | Champion                 | Score    | Finaliste                 | Champion          | Score   | Finaliste      |
| ------- | ------------------------ | -------- | ------------------------- | ----------------- | ------- | -------------- |
| 1989-90 | STAPS Orsay (Paris Sud)  |          |                           |                   |         |                |
| 1990-91 | STAPS Orsay (Paris Sud)  |          |                           |                   |         |                |
| 1991-92 | STAPS Orsay (Paris Sud)  |          |                           |                   |         |                |
| 1992-93 |                          | -        |                           |                   |         |                |
| 1993-94 | UFR STAPS Paris 5        | 2 -0     | UFR STAPS Rennes          | UFR STAPS Paris 5 |         | UFR STAPS LYON |
| 1994-95 |                          | -        |                           |                   |         |                |
| 1995-96 | Université de Versailles | -        |                           |                   |         |                |
| 1996-97 | STAPS Evry               | 2-0      | Université de Bordeaux IV |                   |         |                |
| 1997-98 | Université de Lille      | 2-0      | STAPS Evry                |                   |         |                |
| 1999-00 | UFR STAPS Rouen          | 4-2      | STAPS Caen                |                   |         |                |

### Années 2000
| Saison  | Masculin                        | Masculin | Masculin                           | Féminin               | Féminin | Féminin                  |
| Saison  | Champion                        | Score    | Finaliste                          | Champion              | Score   | Finaliste                |
| ------- | ------------------------------- | -------- | ---------------------------------- | --------------------- | ------- | ------------------------ |
| 2000-01 | Lyon II Lumière cap. N.Y.Cayrol | 3 - 1    | Lyon III Cap.L.Roussot             |                       |         |                          |
| 2001-02 |                                 | -        |                                    |                       |         |                          |
| 2002-03 | UJF Grenoble Cap.S. Alredt      | 1-0      | UFR STAPS Rouen Cap.W.Khern        |                       |         |                          |
| 2003-04 | STAPS Besançon Cap.D.Bre        | 5-1      | Université Paris 13 Cap.H.Ben Zair |                       |         |                          |
| 2004-05 | STAPS Caen                      | 3-2      | Université Corté                   |                       |         |                          |
| 2005-06 | STAPS Caen                      | 4-2      | Université d'Orléans               |                       |         |                          |
| 2006-07 | AS Université d'Orléans         | 5-1      | Université Artois Liévin           |                       |         |                          |
| 2007-08 |                                 | -        |                                    |                       |         |                          |
| 2008-09 | ESSEC FC                        | 2-0      | INSA Toulouse                      |                       |         |                          |
| 2009-10 | UFR STAPS Montpellier           | 3-2      | UFR STAPS Rouen                    | UFR STAPS Montpellier | 3-1     | Université Artois Liévin |

### Années 2010
| Saison  | Masculin                    | Masculin | Masculin            | Féminin                    | Féminin | Féminin                |
| Saison  | Champion                    | Score    | Finaliste           | Champion                   | Score   | Finaliste              |
| ------- | --------------------------- | -------- | ------------------- | -------------------------- | ------- | ---------------------- |
| 2010-11 | FSSEP Lille 2               | 3-1 ap   | ASU Nantes          | UPS Paul Sabatier Toulouse | 3-0     | CRSU Grenoble          |
| 2011-12 | UFR STAPS Montpellier       | 2-0      | Masculin ASU Nantes | UPS Paul Sabatier Toulouse | 3-1     | Féminine CRSU Grenoble |
| 2012-13 | UFR STAPS Montpellier       | 4-1      | Université Nice     | CRSU Grenoble              | 0-2     | AS FSSEP Lille 2       |
| 2013-14 | Université de Franche-Comté | 1-0      | AS Rouen UC SSE     |                            |         |                        |
| 2014-15 | UFR STAPS Montpellier       | 1-0      | Université Nice     |                            |         |                        |
| 2015-16 | Université Lille 2          | 2-1      | ASU Bordeaux        |                            |         |                        |
| 2016-17 |                             |          |                     |                            |         |                        |
| 2017-18 |                             |          |                     |                            |         |                        |
| 2018-19 | INSA Rennes                 | 2-0      | INP Grenoble        |                            |         |                        |